# تياغو جوناس
تياغو جوناس هو لاعب كرة قدم برتغالي في مركز الدفاع، ولد في 1 ديسمبر 1983 في بورتو في البرتغال. لعب مع نادي فالكيرك.

## وصلات خارجية
- تياغو جوناس على موقع قاعدة بيانات كرة القدم.إي يو (الإنجليزية)
- تياغو جوناس على موقع Soccerbase.com (لاعب) (الإنجليزية)